# Оклопни крсташ
Оклопни крсташ је назив за тип ратног брода који се развио крајем XIX века, када је на крстарице стављен оклоп у сврху заштите од непријатељске артиљерије средњег домета. За разлику од заштићене крстарице, оклопни крсташи су имали оклоп на трупу. Задатак оклопног крсташа био је да се бори с непријатељским крстарицама, односно да самостално оперише по океанима и удаљеним морима.
Први оклопни крсташи су обично имали депласман од 6.000-12.000 т, односно брзину од 18-20 чворова.
Искуства из руско-јапанског рата, где су оклопни крсташи играли важну улогу, натерала су многе морнарице да повећају калибар топова, односно дебљину оклопа.
Но, већ након неколико година оклопни крсташи су постали застарели, с појавом новог типа бојног брода званог дреднот те бојног крсташа. Тада су се престали градити, иако ће у неколико поморских битака Првог светског рата играти важну улогу.

## Развој и типови
Када се крајем 80-их година 19. века показала недовољна отпорност крстарице на дејство артиљерије средњег калибра, Французи су први дошли на идеју да крстарицу Dupuy de Lome (1890) појачају заштитним оклопом дебљине 100 мм, који би по целој дужини бока прекривао појас водене линије и већи део надвођа. Због проширивања оклопне заштите и повећања калибра главне артиљерије на 190 мм, крстарица прераста у оклопни крсташ, нову врсту ратног брода.
По узору на  Dupuy de Lome, Французи су изградили до почетка 20. века 19 оклопних крсташа, од којих су најпознатији типови Шарнер (1892), Гвидо (1899), Дупле (1900) и Леон Гамбета (1901). По узору на француску РМ, Американци граде оклопни крсташ Њујорк (1891), а Руси Рјурик (1892), а затим Италијани три оклопна крсташа типа Ветор Писани и два Ђузепе Гарибалди (1899), а Немци Кнез Бизмарк (1897) и Принц Хајнрих (1900). Велика Британија, у то време најјача поморска сила, после извесног колебања у оцени борбених вредности оклопних крсташа, најпре серијски гради 6 оклопних крсташа типа Креси (1899), а затим још 27, од којих су најпознатији типови Добра Нада (1901), Кент (1901), Хемпшир (1903) и Црни Принц (1904).

## Карактеристике

### Наоружање
Поред артиљерије, која је њихово основно наоружање, оклопни крсташи су имали торпедне цеви, углавном подводне. Главна артиљерија, калибра 190 мм на француским, 203 мм на руским, 240-210 на Немачким, 250-200 на америчким и 254-190 мм на британским оклопним крсташима, смештена је у једноцевним или двоцевним оклопним кулама на прамцу и на крми; помоћна, калибра 130-150 мм у казаматима по боку брода, а малог калибра (76-37 мм) незаштићена, на палуби и на надграђима).

### Оклоп
Оклопна заштита састојала се од оклопног појаса дебљине 100-252 мм по целој дужини брода, казамата, топовских кула и засвођене палубе, која се спуштала испод водене линије до доњег руба оклопног појаса. На француским и неким британским оклопним крсташима, биле су уграђене ћелије, испуњене угљем, изнад оклопне палубе и уз бокове, у подрушју главних машина и муницијских комора за заштиту пловности брода.
Каснијим бојним крсташима је била повећана маса - од 32.000 до 45.000 тона, а брзина на око 30 чворова. Били су наоружани топовима од 280 до 356 mm.

## У борби
Крајем 19. века оклопни крсташи улазе у састав флоте, где је требало да служе за насилно извиђање и одржавање борбеног додира са непријатељским снагама, за подршку сопствених и спречавање дејства непријатељских крстарица, за обухватне маневре против непријатељске главнине и за гоњење.
Свестранијем борбеном испиту оклопни крсташи су били подвргнути у руско-јапанском рату 1904-1905, у којем се показало да за њихову употребу у саставу флоте треба појачати оклопну заштиту, повећати калибар главне артиљерије и брзину брода. Користећи се тим искуствима, изграђен је већи број оклопних крсташа, од којих су најпознатији типови британски Дифенс (1907), француски Едгар Квине (1907), немачки Шарнхорст (1906) и Блихер (1908) и јапански Ибуки (1907). Оклопна заштита повећана је применом квалитетнијег челичног оклопа, уз извесно повећање дебљине и ширине појаса, нарочито клопљавањем дела надвођа, затим повећавањем броја оруђа и калибра главне артиљерије до 305 мм, а брзине брода до 23 чвора, што је повећало депласман до 15.000 тона.
Услед појачања оклопне заштите и повећања калибра главне артиљерије, нароћито брзине брода, оклопни крсташи прерастају у бојне крсташе.

### Први светски рат
Већ почетком Првог светског рата многи оклопни крсташи су изгубљени због слабе оклопне и подводне заштите, недовољног домета главне артиљерије и сразмерно мале брзине. Примери за то су потапање брутанских оклопних крсташа Креси, Абукир и Хаг 22. септембра 1914, бојеви код Коронела, Фокландских острва и Догер Бенка, после чега се оклопни крсташи више не граде.
Иако је до почетка Првог светског рата концепт оклопног крсташа већ застарео (због појаве бржег и боље наоружаног бојног крсташа), немачки оклопни крсташи Шарнхорст и Гнајзенау истакли су се у бици код Коронела 1914 (потопивши старије британске оклопне крсташе Добра Нада и Монмаут), али су потопљени месец дана касније у бици код Фолкландских острва, у борби са модернијим, бржим и јачим британским бојним крсташима.